# Mike Bidlo
Mike Bidlo (ur. 20 października 1953) – amerykański malarz, rzeźbiarz i performer.

## Życie i twórczość
Mike Bidlo urodził się w Chicago, Illinois. Studiował na University of Illinois i na Uniwersytecie Columbia w Nowym Jorku.
Jego pierwszy indywidualny pokaz w 1982, był połączeniem malarstwa i Performance. Pokaz ten opierał się na filmie z roku 1950 Hansa Namutha o Jacksonie Pollocku przy pracy. Bidlo dokładnie powtórzył zachowanie się Pollocka. Pokaz składał się z wykonania szeregu bardzo dokładnych replik obrazów Pollocka, z charakterystycznym polewaniem farbą płótna i jej rozpryskiwaniem, oraz ponownym powrtórzeniem słynnego aktu oddania moczu przez Pollocka do kominka Peggy Guggenheim.
Bidlo zaczął powtarzać podobne działania z dziełami sztuki innych sławnych artystów, powodując że początkowo traktowany był przez wszystkich jako performer. 
Dzisiaj, najbardziej znany jest z bardzo dokładnych replik dzieł znaczących artystów sztuki nowoczesnej, w tym Picassa, Matissa, Duchampa, Warhola czy Brâncușiego. Zaznaczyć należy, że zawsze podpisuje te prace własnym nazwiskiem. W 1984 roku ponownie odtworzył słynną Factory, Warhola. W 1988 wystawił 80 kopii obrazów kobiet Picassa. Używając jedynie reprodukcji, Bidlo tworzy dokładne repliki wybranych przez siebie sławnych dzieł nieżyjących już artystów.
Postawa Bidlo spowodowała oburzenie wśród krytyków, jednocześnie przysparzając mu sławy. Ma wielu zwolenników, którzy prace jego traktują jako zgłębianie tajemnicy oryginalności, kreatywności i geniuszu. Początkowo wystawiał w Fashion Moda na Bronksie aby w latach 1980-1990 stać się częścią modnej sceny sztuki East Village w Nowym Jorku. Wystawiał tam między innymi w popularnej Now Gallery prowadzonej przez polskiego artystę konceptualnego Jacka Tylickiego.